# Smithfield (Zuid-Afrika)
Smithfield is een plaats in de Zuid-Afrikaanse provincie Vrijstaat.
Smithfield telt ongeveer 1200 inwoners. De plaats werd genoemd naar Harry Smith.

## Subplaatsen
Het nationaal instituut voor de statistiek, Stats SA, deelt sinds de census 2011 deze hoofdplaats in in zogenaamde subplaatsen (sub place), c.q. slechts één subplaats:
Smithfield SP.